# 小魔女 (电影)
《小魔女》（英語：Matilda）是一部在1996年上映的奇幻喜剧电影，由丹尼·德维托自導自演，其他參與演出的還有蕾雅·皮爾蒙、艾伯斯·戴維斯、帕姆·費里斯、瑪拉·威森等人。故事改編自羅爾德·達爾創作的兒童文學作品《瑪蒂達_(小說)》，講述在原生家庭被冷落的女孩玛蒂尔达，在學校認識了友善的哈尼老師，開始反抗源自家庭與校園的欺凌事件。
2020年12月，《時代雜誌》列出50部在串流媒體撥放適合闔家觀賞的電影（英語：Family Movies）佳片，本片榜上有名。

## 劇情
玛蒂尔达·艾姆伍德（英語：Matilda Wormwood）是一个才6岁的聪明女孩，但出生於粗魯無知的原生家庭。她的父亲哈里是一名不誠實的汽車銷售員，母親辛妮婭則是粗俗的家庭主妇。夫妻俩從玛蒂尔达出生起，便經常與玛蒂尔达的哥哥邁克爾忽略欺負她，導致她在家裡過著孤獨寂寞的生活。聰明而獨立的玛蒂尔达轉而寄情於閱讀，開始頻繁往來書店與公共圖書館借閱書籍，讓她獲得慰藉的同時增長知識。為了宣洩自己在家裡遭受的不公對待，她趁著父親不注意時將漂白劑參入後者使用的潤髮乳，將他的帽子粘在了他的頭上。當哈里發現玛蒂尔达正在閱讀《白鯨記》的時候，他動手撕毀了那本書，甚至強迫她與家人們坐著觀賞粗俗的遊戲節目，引起玛蒂尔达的憤怒，直至電視爆炸為止。
當玛蒂尔达達到入學年齡時，由於父母的忽略，以至于忘记了让她入学，哈里轉而將一輛報廢汽車偽裝成正常的汽車，賣給任職於當地的克朗赫姆霍爾（Crunchem Hall）小學、霸道且獨裁的校長阿加莎·特伦布尔，做為換取玛蒂尔达入學的交易。在學校，玛蒂尔达認識了善良的老師珍妮佛·哈尼（英語：Miss Jennifer Honey），哈尼發現玛蒂尔达能夠輕易回答中年級程度的乘法問題，有意將後者安排到高年級，結果遭特伦布尔斷然回絕，連玛蒂尔达的父母也對此興趣缺缺。後來，玛蒂尔达學校裡貪吃的高年級男學生布魯斯·伯格特洛特（英語：Bruce Bogtrotter）因為吃掉了特伦布尔留著享用的巧克力蛋糕，特伦布尔當眾責罰布魯斯必須在全校學生的面前，吃完特別準備的巨大巧克力蛋糕，未料玛蒂尔达與其他學生們為布魯斯加油打氣，反讓獲得眾人鼓舞的布魯斯成功吃完整個蛋糕、贏得學生們的歡呼，這使得惱羞成怒的特伦布尔轉而懲罰在場所有學生拘留長達五小時。當瑪蒂爾達發現她的父親因為從事違法交易被聯邦調查局監視、母親辛妮婭則和被玛蒂尔达認為是快艇推銷員的兩名代理人（實為偽裝調查的聯邦調查局成員）調情時，她試圖告誡父母，但是她的父母拒絕相信並斥責她。
某天，特伦布尔發現了哈里將報廢汽車賣給她的真相，憤而將玛蒂尔达關進緊閉室，直至哈尼發現和救出她為止。玛蒂尔达最要好的同學兼朋友拉文德（英語：Lavender）在特伦布尔的玻璃水壺裡放了一條蠑螈，當特伦布尔斥責玛蒂尔达的時候，玛蒂尔达因為對特伦布尔的不公正行為感到憤怒，於是運用念力翻倒水壺，導致特伦布尔因為蠑螈隨著壺裡的水飛濺到身上而飽受驚嚇，但是玛蒂尔达準備在哈尼面前展示自己的能力說明狀況時，反而無法再次呈現當時的情境。
哈尼邀請玛蒂尔达一起喝茶，談話期間，哈尼趁機告訴玛蒂尔达關於自己原生家庭的秘密：哈尼兩歲時，她的母親撒手人寰，於是哈尼的父親馬格努斯（英語：Magnus）邀請他妻子的繼妹、同時是哈尼的阿姨特伦布尔搬來和他們同住，協助照顧哈尼，然而哈尼不但遭特伦布尔虐待，連父親也在她五歲時身亡，特伦布尔則順勢接管了馬格努斯留給哈尼的資產，這讓哈尼開始懷疑特伦布尔其實是謀害父親並偽裝成自盡的罪魁禍首。玛蒂尔达與哈尼趁機潛入原為馬格努斯與哈尼所有、現為特伦布尔居住的房子，取回哈尼的一些物品，並且在特伦布尔意外返家時驚險地逃離現場。
接下來的日子，玛蒂尔达開始練習掌握她的念力，不但利用念力反擊長期欺負她的邁克爾，她還在聯邦調查局準備盤查父親時，暗地用念力讓聯邦調查局被突發事務分散注意力而離開現場。玛蒂尔达趁夜再度潛入特伦布尔的房子，待在窗外的樹上用念力製造連串騷動惡整特伦布尔，嚇壞了對方，卻不慎在離開時將自己的髮帶留在樹梢，導致發現髮帶的特伦布尔察覺是玛蒂尔达暗中作弄她。翌日，玛蒂尔达順利地在哈尼的面前展示能力，讓哈尼真正相信她會使用念力的事實，特伦布尔則為了昨晚玛蒂尔达引發騷動一事，在班上當著學生面前要求她坦白，玛蒂尔达趁機用念力操控粉筆，借用馬格努斯的名字在黑板寫下特伦布尔霸佔資產、謀害馬格努斯的事情。由驚轉怒的特伦布尔出手攻擊學生們，但是玛蒂尔达屢次用念力幫助學生們化險為夷，最終不滿特伦布尔長期仗勢欺人的全校學生們趁機聯合起來，紛紛朝特伦布尔扔擲物件，將特伦布尔永遠逐出校園。
經歷此事，哈尼如願取回被特伦布尔佔據的房子與其他資產。當哈里、辛妮婭、邁克爾為了躲避聯邦調查局的追查準備舉家逃往關島，抵達哈尼的家裡試圖接走玛蒂尔达時，玛蒂尔达拒絕跟著父母和哥哥離開，表明希望被哈尼收養的意願，哈里與辛妮婭簽署了收養文件，讓玛蒂尔达成為哈尼的養女。最終哈尼接替離校的特伦布尔成為新任校長，與玛蒂尔达過著幸福的生活。

## 演員
- 丹尼·德维托 飾 哈里·艾姆伍德（英語：Harry Wormwood）
- 蕾雅·皮爾蒙 飾 辛妮婭·艾姆伍德 （英語：Zinnia Wormwood）
- 艾伯斯·戴維斯 飾 珍妮佛·哈尼老師（英語：Miss Jennifer Honey）
- 帕姆·費里斯 飾 阿加莎·特伦布尔（英语：Miss Agatha Trunchbull） 
- 瑪拉·威森 飾 玛蒂尔达·艾姆伍德（英语：Matilda Wormwood）
- 布萊恩·萊文森（英語：Brian Levinson）飾 邁克爾·艾姆伍德（英語：Michael Wormwood）

## 外部連結
- 互联网电影数据库（IMDb）上《小魔女》的资料（英文）
- TCM电影资料库上《小魔女》的资料（英文）
- 美国电影学会目录上的《小魔女》（英文）
- Box Office Mojo上《小魔女》的資料（英文）